# Comedy
Unter Comedy versteht man im deutschsprachigen Raum unterhaltsame Kleinkunstprogramme, bestimmte Arten von Unterhaltungssendungen (im Fernsehen, Hörfunk oder Internet) und Musik, deren Kern die Komik ist und grundsätzlich das Publikum bzw. die Masse zum Lachen bringen soll. Eine Person, die Comedy darbietet, wird Comedian bzw. Komiker genannt.

## Abgrenzung und Entwicklung

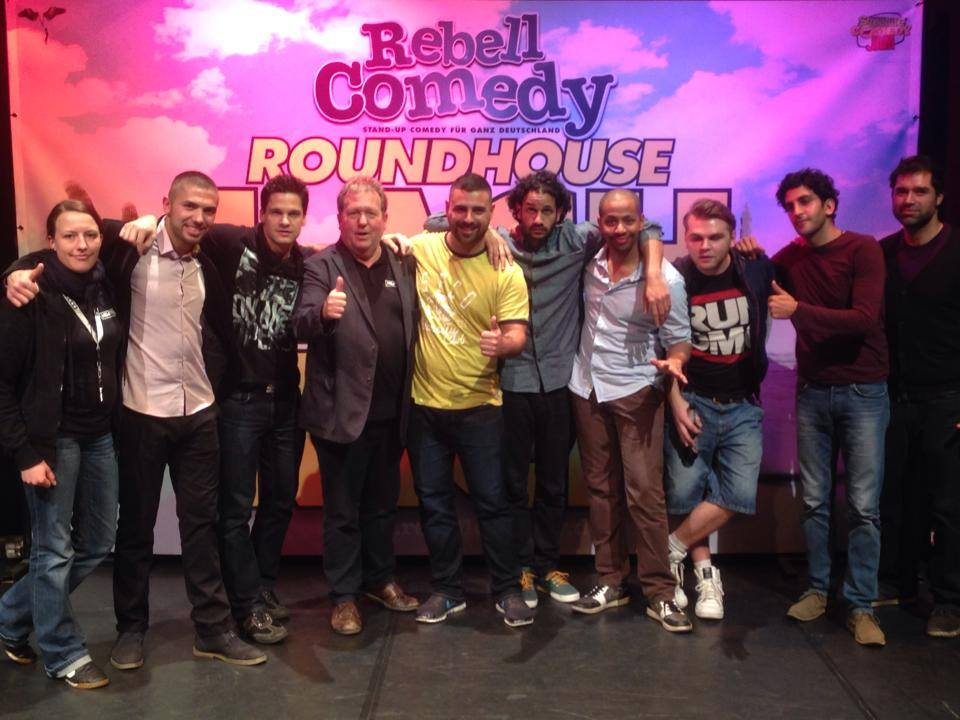
Comedyensemble

Comedy hat sich aus der Kleinkunstform der Stand-up-Comedy entwickelt und ist mit dem Kabarett verwandt. Im Gegensatz zu diesem aber ist es meistens nicht politisch. In der Stand-up-Comedy sind Konflikte im eigenen Umfeld typisches Thema.
Obwohl „Comedy“ das englische Wort für Komödie ist, werden die Begriffe in der deutschen Sprache nicht synonym gebraucht. Während Komödie für das klassische Lustspiel steht, steht Comedy als moderner Oberbegriff für verschiedene Programmformen. Mittlerweile sind auch im deutschsprachigen Raum eine eigenständige Comedy-Kultur mit zahlreichen Bühnenprogrammen und Comedy-Clubs mit weiter wachsender Tendenz entstanden.
Auslöser für diesen Trend waren unter anderem die damals neuen Comedy-Programme im Fernsehen, wie beispielsweise RTL Samstag Nacht nach dem Vorbild der langjährig erfolgreichen US-Show Saturday Night Live. Populär wurde Comedy in den 1990er Jahren, als insbesondere die privaten Fernsehsender begannen, Ausschnitte aus abendfüllenden Bühnenprogrammen auszustrahlen, die sich an diesen US-amerikanischen Vorbildern orientierten.
Aktuelle prominente Beispiele sind die von ProSieben ausgestrahlte Sendung Quatsch Comedy Club, die im Friedrichstadtpalast in Berlin aufgezeichnet wird, oder die ehemalige WDR-Serie NightWash, mittlerweile von One ausgestrahlt.
Inhaltlich oder stilistisch verwandte Vorläufer des heute gebräuchlichen Genres Comedy sind u. a. Heinz Erhardt (1950er/1960er Jahre), Gisela Schlüters Zwischenmahlzeit, Loriot (1960er/1970er Jahre), Ein Herz und eine Seele, Insterburg & Co., Otto Waalkes, Klimbim, Dieter Hallervordens Nonstop Nonsens (1970er Jahre), Ein verrücktes Paar, Rudis Tagesshow, Sketchup (1980er Jahre). In der DDR waren dies vor allem Herricht & Preil, Eberhard Cohrs, Paul Beckers, Rudi Schiemann, Lotte Werkmeister, Manfred Uhlig sowie Helga Hahnemann und O. F. Weidling.
Für den deutschen Autor Heinz Strunk ist die Deutsche Comedy „der ganzjährig verlängerte Arm des rheinländischen Karnevals“.

Der Begriff Comedy wird vielfältig für zahlreiche Formen verwandt, denen lediglich der humoristische Charakter gemeinsam ist. Generell kann man unterscheiden zwischen:
- Stand-up-Comedy (meist Solo-Bühnenshows).
- Comedy-Zauberei (eine der Sparten der Zauberkunst bei den Deutschen Meisterschaften oder den Weltmeisterschaften).
- Mixed-Shows (diverse Comedians treten kurz hintereinander auf. Im Fernsehen beispielsweise NightWash, Quatsch Comedy Club oder StandUpMigranten).
- Sitcoms (Eine schrecklich nette Familie, How I Met Your Mother, Friends, The Big Bang Theory).
- Sadcoms (Serien, deren Handlung von Zynismus, depressiver Grundstimmung und existenzieller Sehnsucht geprägt sind. Master of None, Fleabag, MaPa)
- Sketch-Shows (beispielsweise Mensch Markus, Die Dreisten Drei).
- Panel-Shows (7 Tage, 7 Köpfe, Genial daneben).
- Radio-Comedy (Serien oder aktuelle, einmalige Sketche).
- Trick-Comedy (Die Simpsons, Futurama, Family Guy).
- Impro-Comedy (Schillerstraße, Frei Schnauze XXL, Lass es, Larry!, Hotel Zuhause: Bitte stören!).
- Ethno-Comedy (Muhsin Omurca, Kaya Yanar, Tedros Teclebrhan)
- Comedy-Stadttouren (Comedy-Shows während einer Busrundfahrt (z. B. ComedyTour Köln) durch die Stadt oder humoristische Rundgänge).

## Bekannte Festivals und Preise
- Comedy Slam
- Das große Kleinkunstfestival
- Deutscher Comedypreis
- Internationales Köln Comedy Festival
- Juste pour rire
- Prix Pantheon
- Salzburger Stier
- St. Ingberter Pfanne